# Gunnar Zachariasen
Gunnar Zachariasen (22. januar 1992 i København - 25. september 2014 i Tórshavn) voksede hovedsagelig op i Danmark med færøske forældre, var en færøsk fodboldspiller, midtbanespiller, som havde en lovende fodboldkarriere foran sig med erfaringer fra en af Færøernes førende fodboldklubber, EB/Streymur, og ungdomskarriere fra bl.a. Brøndby IF, og fra de færøske U21 og U19 landshold, indtil han kom ud for en arbejdsulykke, som kostede ham livet natten til den 25. september 2014. Ulykken skete ombord på en grønlandsk trawler, Ilivileq, som er den forhenværende færøske trawler, Skálaberg, mens den lå ved kaj i Tórshavn, hvor Gunnar og andre tømte skibet for dens last. En palle med æsker med frossen makrel blev hejset op fra skibets last, men noget gik galt, pallen gik i stykker og æskerne med de frosne makreler faldt ned over Gunnar Zachariasen, som stod lige nedenunder. Han døde på stedet. EB/Streymurs træner, Rúni Nolsøe, udtalte til en af de færøske nyhedsportaler, at EB/Streymur og færøsk fodbold havde mistet en af de mest lovende unge fodboldspillere. Han mente, at Gunnar havde været en af de teknisk bedste spillere på EB/Streymurs bedste hold, han var hurtig og i 2014 havde han været en af holdets bedste spillere, sagde Rúni Nolsøe. EB/Streymur aflyste alle fodboldkampe, som skulle være spillet i løbet af weekenden den 26. og 27. september 2014 pga. dødsfaldet. Færøernes Fodboldforbund meddelte den 26. september, at søndagens kampe i mændenes topdivision var foreløbig aflyst pga. Gunnars død.